# 耶瓦斯峰
61°27′53″N 07°54′40″E / 61.46472°N 7.91111°E

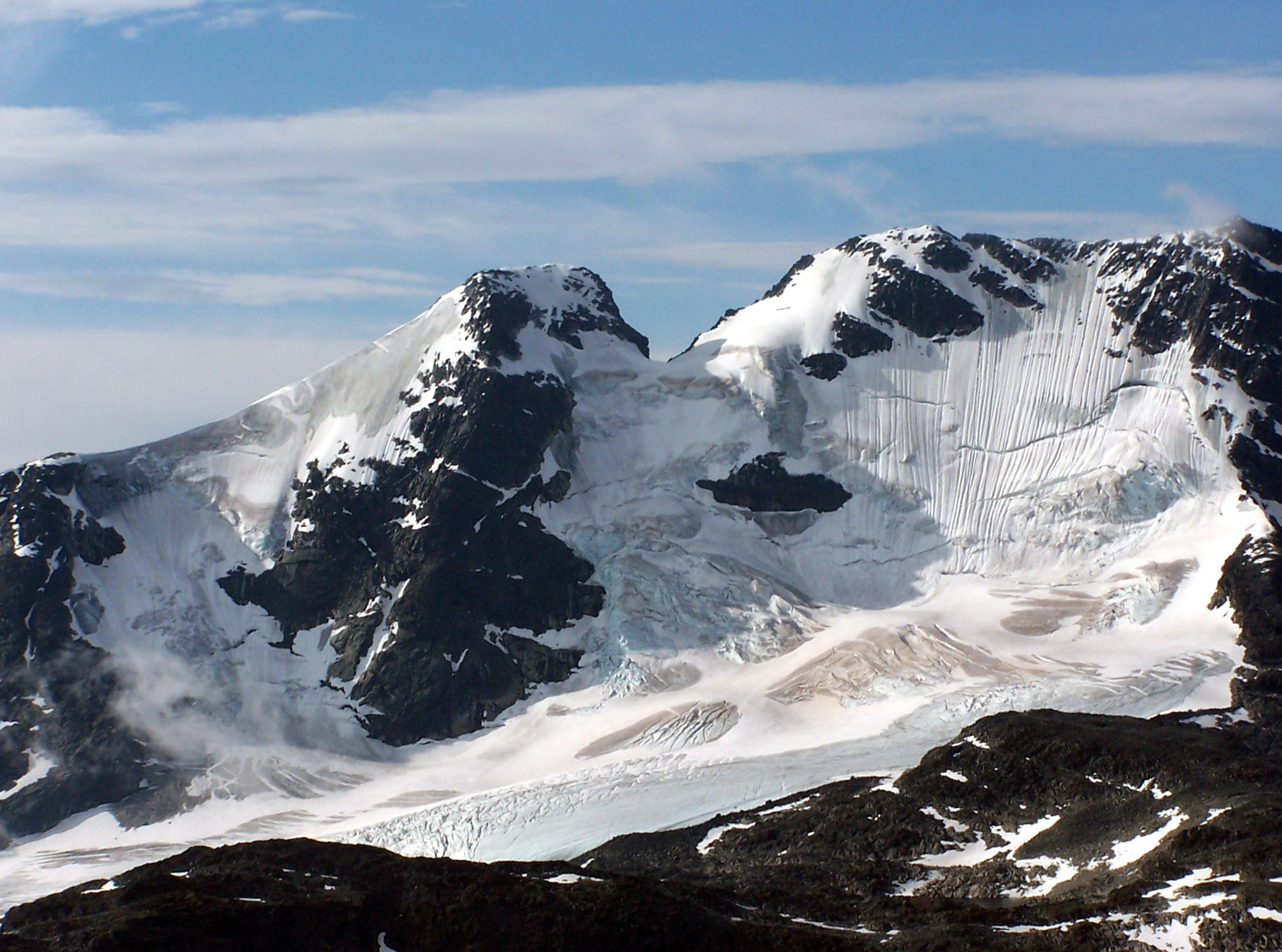

耶瓦斯峰是挪威的山峰，位於該國西南部韋斯特蘭郡，處於呂斯特，屬於尤通黑門山脈中許龍阿訥山脈的一部分，海拔高度2,351米，人類在1876年首次登頂。